# Guy Thys
Guy Thys (Antuérpia, 6 de dezembro de 1922 — Antuérpia, 1 de agosto de 2003) foi um futebolista e treinador belga. Como treinador, foi o mais bem sucedido da história do futebol belga.

## Carreira
Nascido na Antuérpia, Thys iniciou sua carreira no final da década de 1930, no Beerschot. Permaneceu três anos, antes de se transferir para o Molenbeek, ficando apenas uma temporada, quando retornou ao Beerschot. Mais tarde, acabou sendo contratado pelo Standard de Liège, onde teve grande destaque, sendo convocado para a seleção da Bélgica em duas oportunidades.
Quatro anos depois, acabou sendo contratado pelo Cercle Brugge, onde exerceu a função de jogador e treinador. Ficou quatro anos, indo mais tarde para o Lokeren, continuando com suas funções anteriores. Ficou uma temporada, quando foi para o pequeno Wezel Sport, quando começou a exercer somente a função de treinador. 
Ainda chegou a treinar o Herentals, Beveren, Union Saint-Gilloise e Royal Antwerp, onde teve campanhas destacadas, mas não conseguindo conquistar nenhum título. Apesar disso, acabou sendo nomeado treinador da seleção da Bélgica, onde permaneceu no comando por treze anos, saindo em 1989, mas voltando no ano seguinte para classificar a seleção para a copa.
No comando da Diables Rouges, Thys participou de duas Eurocopas e três Copas do Mundo. Em seu primeiro torneio no comando, acabou perdendo o título europeu para a Alemanha, em Roma. Na Copa do Mundo de 1982, a Bélgica surpreendeu o mundo ao derrotar os atuais campeões do mundo: a Argentina, por 1 a 0. Na copa seguinte, conseguiram o melhor resultado: um quarto lugar. A campanha contou com vitórias sobre a Espanha e União Soviética. Acabou sendo derrotada nas semifinais para a Argentina de Diego Maradona. 